# Eduardo Gamboa
Eduardo Gamboa Martinez, né le 30 avril 1956, est un arbitre chilien de football des années 1990. Il officia internationalement de 1992 à 2000.

## Carrière
Il a officié dans des compétitions majeures : 
- Coupe du monde de football féminin 1995 (3 matchs)
- Copa América 1997 (1 match)